# 두 형사 (1984년 드라마)
《두 형사》는 1984년 11월 1일부터 1985년 4월 18일까지 MBC에서 방영된 목요드라마이다.

## 기획의도
선종 범죄에 대처하는 민완형사인 드라마

## 제작진
- 극본 : 김남
- 연출 : 장수봉

## 출연진
- 강인덕
- 김무생
- 김애경
- 트위스트 김

## 방영 목록
제1화 어둠 속의 발자욱
제2화 공포의 골짜기
제3화 김형사가 울었다
제4화 얼굴없는 여인
제5화 잡초
제6화 아무도 남지 않았다
제7화 초대받지 않은 손님
제8화 눈은 내리지 않고
제9화 용의자
제10화 15년
제11화 겨울의 꿈
제12화 추적
제13화 달려오는 사람들
제14화 철가면
제15화 소금기둥
제16화 검은 비상선
제17화 장미와 가시
제18화 인간의 탈
제19화 혐의자
제20화 다섯아가씨
제21화 침묵
제22화 유령의 집
제23화(최종회) 집으로 가는길